# Belforêt-en-Perche
Belforêt-en-Perche est, depuis le 1er janvier 2017, une commune nouvelle française située dans le département de l'Orne en région Normandie, peuplée de 1 486 habitants.

## Géographie

### Hydrographie
La commune est située dans le bassin Loire-Bretagne. Elle est drainée par l'Huisne, l'Orne Saosnoise, la Même, le Chêne Galon, le ruisseau de Chêne Galon, le Clinchamps, le ruisseau de Dame-marie, le ruisseau de la Bulardière et  et un autre petit cours d'eau.
L'Huisne, d'une longueur de 165 km, prend sa source dans la commune  et se jette  dans la Sarthe à Mans, après avoir traversé 36 communes. 
L'Orne saosnoise, d'une longueur de 53 km, prend sa source dans la commune de Montgaudry et se jette  dans la Sarthe à Montbizot, face à Sainte-Jamme-sur-Sarthe, après avoir traversé 19 communes. 
La Même, d'une longueur de 42 km, prend sa source dans la commune  et se jette  dans l'Huisne en limite de Cherré-Au et de La Ferté-Bernard, après avoir traversé huit communes. 
Le Chêne Galon, d'une longueur de 12 km, prend sa source dans la commune de Bellavilliers et se jette  dans l'Huisne en limite de Comblot et de Mauves-sur-Huisne, après avoir traversé cinq communes. 
Un plan d'eau complète le réseau hydrographique : l'étang de Chaliotte (0,99 ha),.

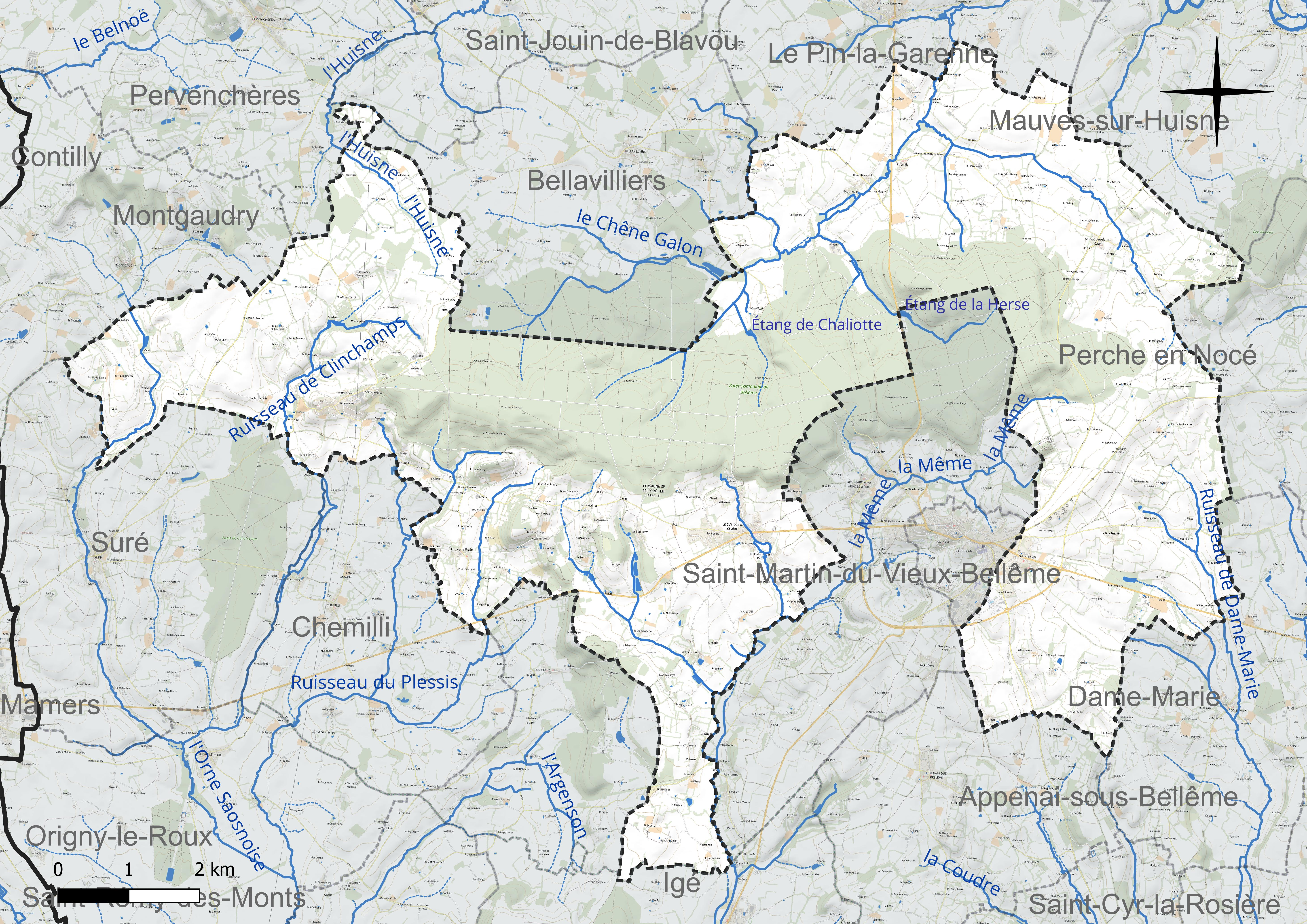
Réseau hydrographique de Belforêt-en-Perche.

### Climat
Pour des articles plus généraux, voir Climat de la Normandie et Climat de l'Orne.
En 2010, le climat de la commune est de type climat océanique dégradé des plaines du Centre et du Nord, selon une étude du CNRS s'appuyant sur une série de données couvrant la période 1971-2000. En 2020, Météo-France publie une typologie des climats de la France métropolitaine dans laquelle la commune est exposée à un climat océanique altéré et est dans la région climatique Normandie (Cotentin, Orne), caractérisée par une pluviométrie relativement élevée (850 mm/a) et un été frais (15,5 °C) et venté. Parallèlement le GIEC normand, un groupe régional d’experts sur le climat, différencie quant à lui, dans une étude de 2020, trois grands types de climats pour la région Normandie, nuancés à une échelle plus fine par les facteurs géographiques locaux. La commune est, selon ce zonage, exposée à un « climat contrasté des collines », correspondant au Pays d'Ouche et au Perche et bénéficiant d’un caractère continental affirmé avec des précipitations atténuées et des amplitudes thermiques fortes.
Pour la période 1971-2000, la température annuelle moyenne est de 10,5 °C, avec une amplitude thermique annuelle de 14,2 °C. Le cumul annuel moyen de précipitations est de 763 mm, avec 12,4 jours de précipitations en janvier et 7,6 jours en juillet. Pour la période 1991-2020, la température moyenne annuelle observée sur la station météorologique la plus proche, située sur la commune de Saint-Martin-du-Vieux-Bellême à 2 km à vol d'oiseau, est de 11,4 °C et le cumul annuel moyen de précipitations est de 810,0 mm,. Pour l'avenir, les paramètres climatiques de la commune estimés pour 2050 selon différents scénarios d’émission de gaz à effet de serre sont consultables sur un site dédié publié par Météo-France en novembre 2022.

## Urbanisme

### Typologie
Au 1er janvier 2024, Belforêt-en-Perche est catégorisée commune rurale à habitat dispersé, selon la nouvelle grille communale de densité à sept niveaux définie par l'Insee en 2022.
Elle est située hors unité urbaine et hors attraction des villes,.

## Toponymie
Belforêt-en-Perche est un néo-toponyme.

Le Perche est une région naturelle française qui désignait au VIe siècle une zone forestière connue sous le nom de Silva Pertica, avec le sens de « forêt de perches ».

## Histoire
La commune est née du regroupement des communes d'Eperrais, du Gué-de-la-Chaîne, d'Origny-le-Butin, de La Perrière, de Saint-Ouen-de-la-Cour, de Sérigny, qui deviennent des communes déléguées, le 1er janvier 2017. Son chef-lieu se situe au Gué-de-la-Chaîne.

## Politique et administration
| Nom                         | Code Insee | Intercommunalité     | Superficie (km2) | Population (dernière pop. légale) | Densité (hab./km2) |
| --------------------------- | ---------- | -------------------- | ---------------- | --------------------------------- | ------------------ |
| Le Gué-de-la-Chaîne (siège) | 61196      | CC du Pays Bellêmois | 18,64            | 680 (2021)                        | 36                 |
| Eperrais                    | 61154      | CC du Pays Bellêmois | 14,12            | 105 (2021)                        | 7,4                |
| Origny-le-Butin             | 61318      | CC du Pays Bellêmois | 4,57             | 88 (2021)                         | 19                 |
| La Perrière                 | 61325      | CC du Pays Bellêmois | 16,16            | 214 (2021)                        | 13                 |
| Saint-Ouen-de-la-Cour       | 61437      | CC du Pays Bellêmois | 6,04             | 55 (2021)                         | 9,1                |
| Sérigny                     | 61471      | CC du Pays Bellêmois | 15,00            | 349 (2021)                        | 23                 |

### Liste des maires
| Période      | Période   | Identité       | Étiquette | Qualité                                |
| ------------ | --------- | -------------- | --------- | -------------------------------------- |
| janvier 2017 | juin 2019 | Didier Fiocca  | Agir      | Maire délégué de Saint-Ouen-de-la-Cour |
| juin 2019    | en cours  | Michel Hérouin |           | Maire délégué du Gué-de-la-Chaîne      |

## Population et société

### Démographie
L'évolution du nombre d'habitants est connue à travers les recensements de la population effectués dans la commune depuis sa création.
En 2022, la commune comptait 1 486 habitants, en évolution de −11,12 % par rapport à 2016 (Orne : −3,21 %, France hors Mayotte : +2,11 %).
| 2015  | 2020  | 2022  |
| ----- | ----- | ----- |
| 1 674 | 1 508 | 1 486 |

## Culture locale et patrimoine
- Le prieuré de Chênegallon.

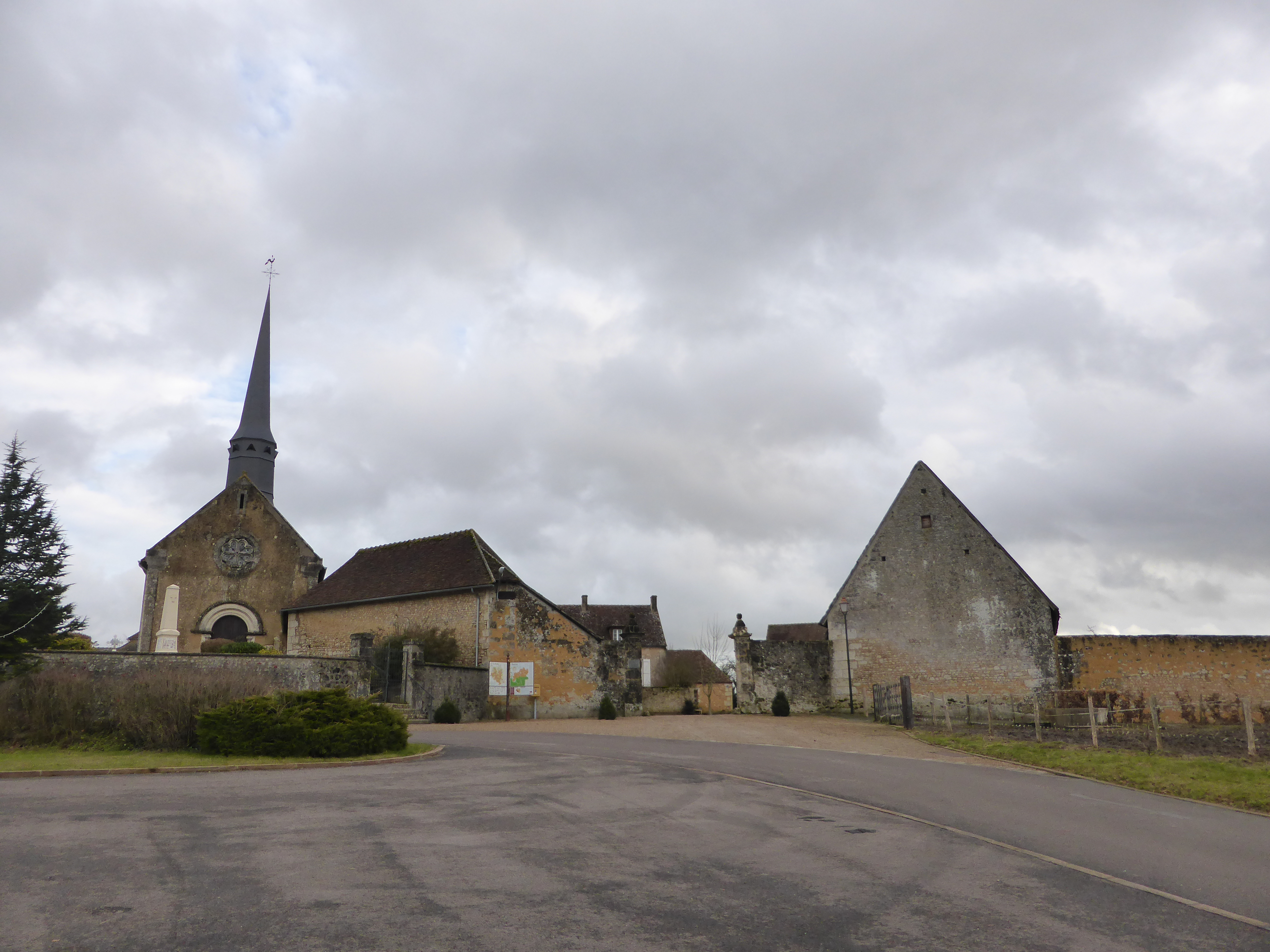
Église Saint-Pierre-et-Saint-Paul d'Eperrais.
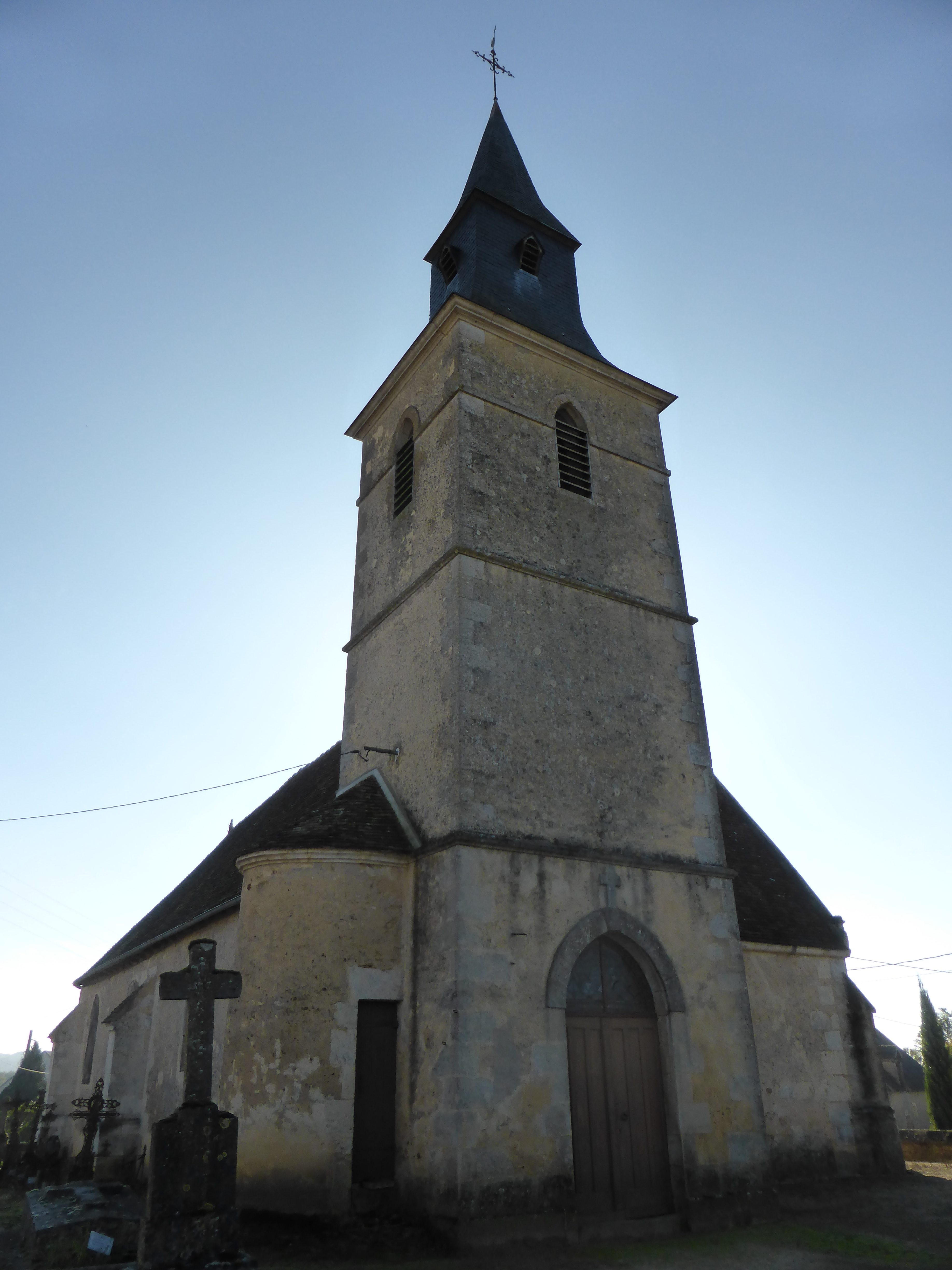
Église Saint-Germain d'Origny-le-Butin.
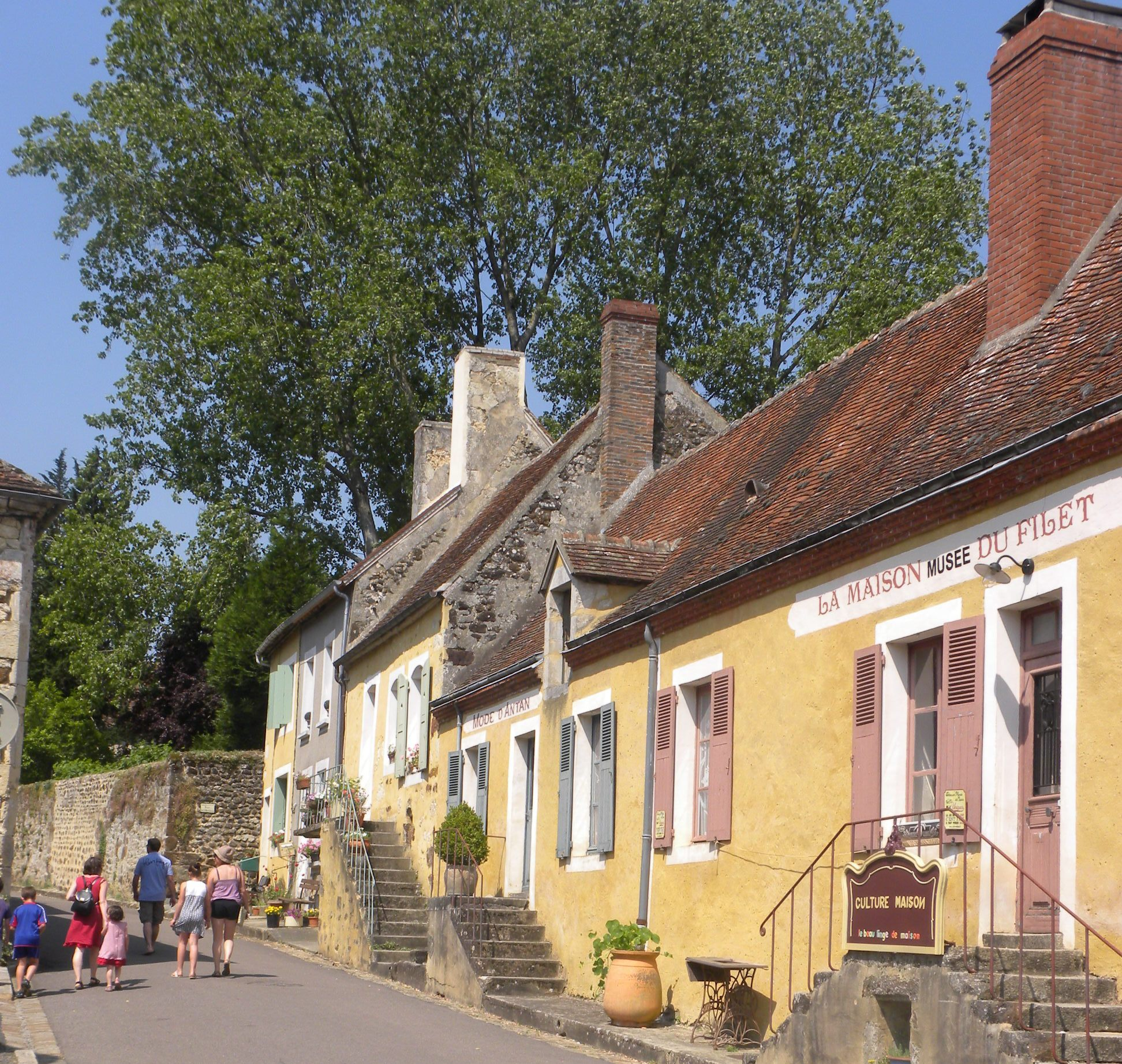
Maisons typiques de La Perrière.
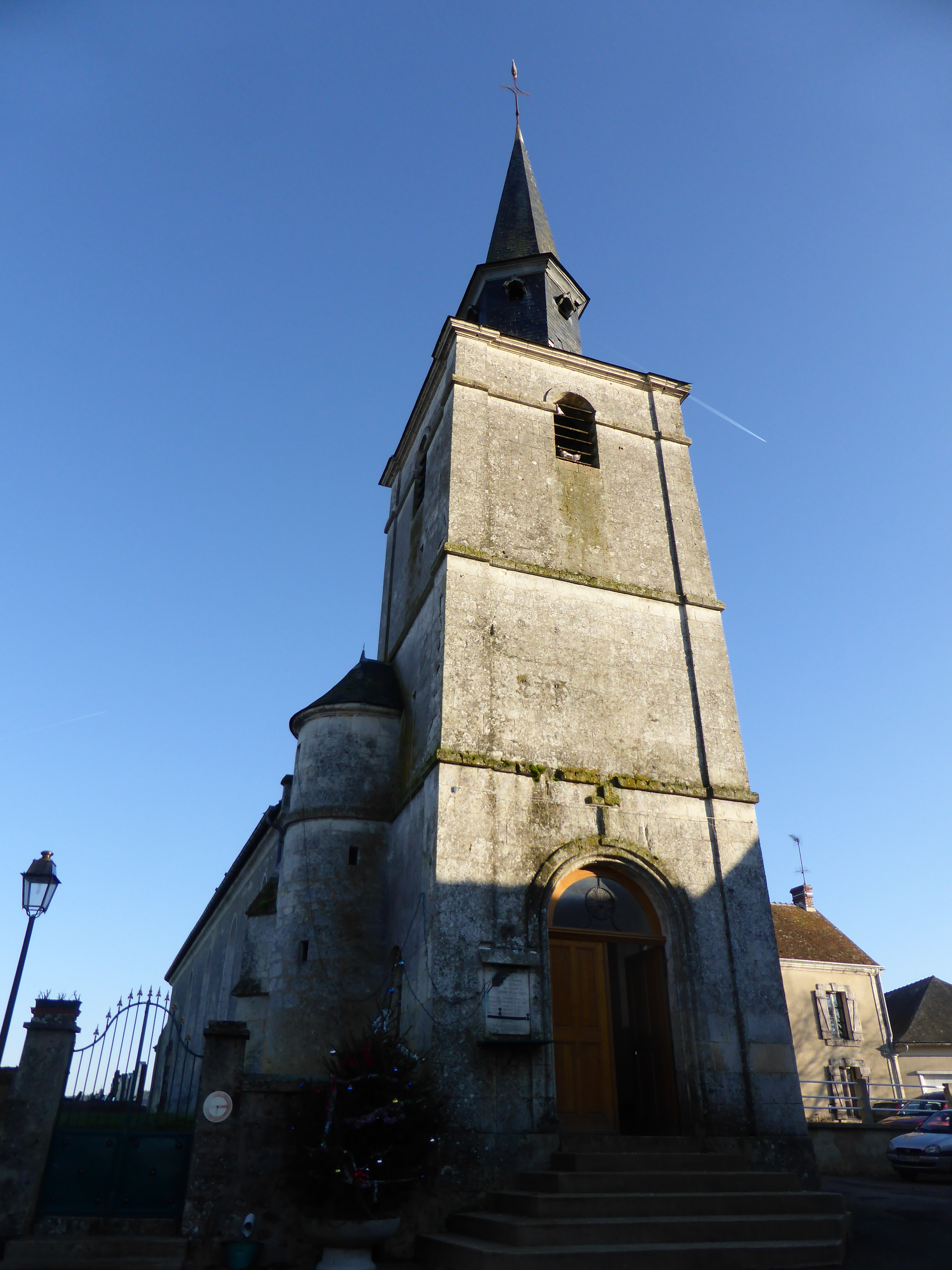
Église Saint-Ouen de Saint-Ouen-de-la-Cour.
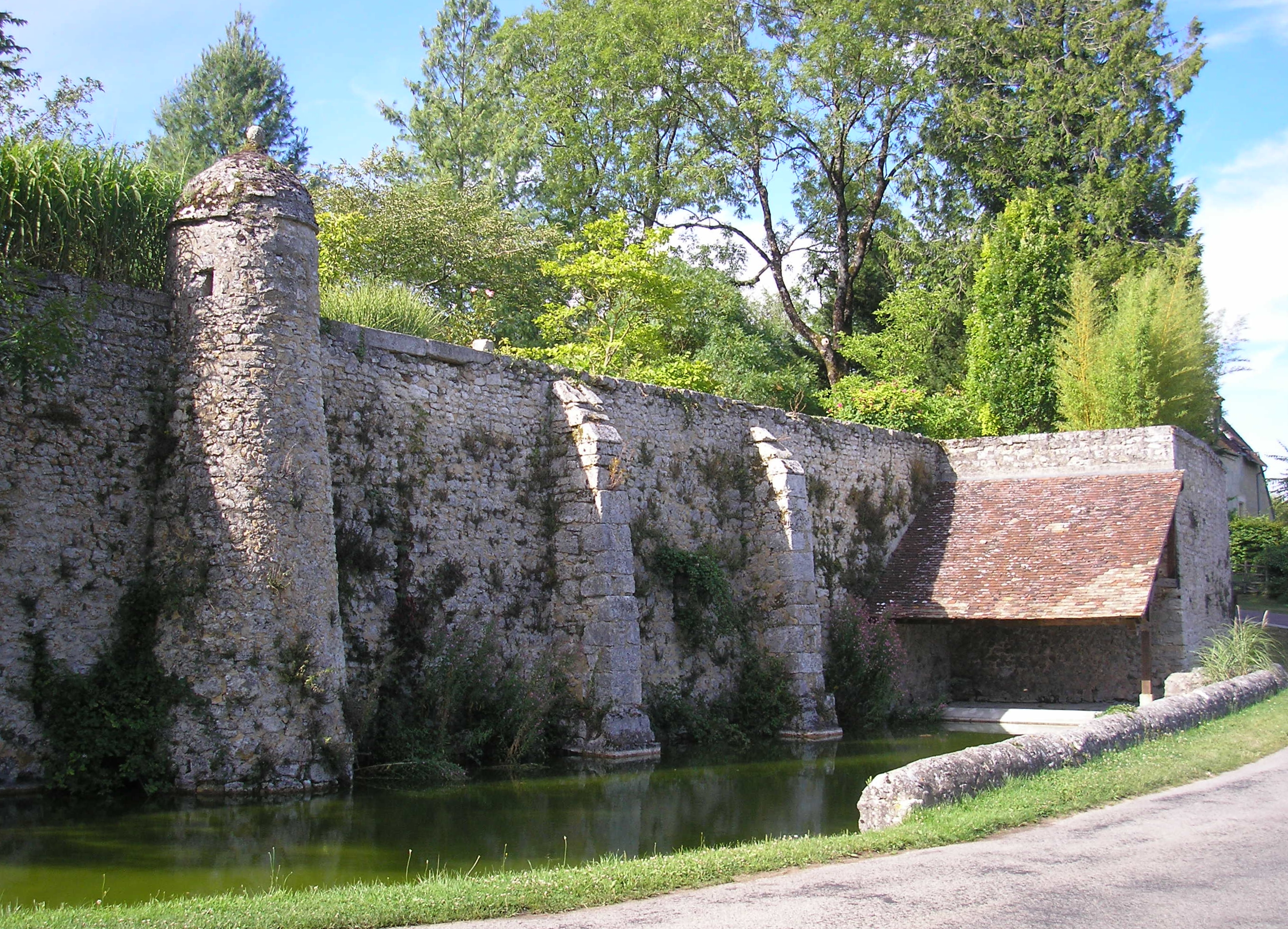
Le lavoir à Sérigny.